# Bud Holloway
George "Bud" Holloway III, född 1 mars 1988 i Wapella i Saskatchewan, är en kanadensisk professionell ishockeyspelare som spelar för EC Red Bull Salzburg i EBEL.

## Karriär
Holloway valdes av Los Angeles Kings i tredje rundan i 2006 års NHL-draft som 86:e spelare totalt. Han spelade tre säsonger i Los Angeles farmarlag Manchester Monarchs i AHL. I Manchester var Holloway framgångsrik och stod för 120 poäng (54 mål och 66 assist) på 191 matcher. Trots detta fick han inte chansen i NHL och den 25 juli 2011 skrev han på ettårigt kontrakt för Skellefteå AIK i SHL (dåvarande Elitserien). Skellefteå AIK hade tidigare värvat Holloways lagkamrat i Manchester Monarchs Oscar Möller.
Holloway och Möller var framgångsrika tillsammans och gjorde bägge varsitt mål i debuten för Skellefteå. Under säsongen var bägge viktiga spelare i det lag som fick se sig besegrat av Brynäs IF i SM-finalen. Holloway gjorde under slutspelet 2011/2012 23 poäng och slog därmed Espen Knutsens tidigare rekord på 21 slutspelspoäng från säsongen 1999/2000
Säsongen 2012/2013 gjorde Holloway 71 poäng totalt under grundserien. 20 mål och 51 assist och därmed slog han Tony Mårtenssons tidigare rekord på antal assist under en säsong i Elitserien samt blev bästa utländska spelare poängmässigt genom tiderna. Med bara Håkan Loob framför sig totalt. Holloway krönte sin andra säsong i Skellefteå med att vara tongivande under slutspelet som ledde fram till att Skellefteå AIK tog sitt andra SM-Guld genom tiderna. Efter säsongen blev Holloway framröstad av Elitseriens spelare till seriens mest värdefulla spelare och tilldelades Guldhjälmen som första nordamerikan någonsin.
Säsongen 2013/2014 kom inte Holloway upp i samma poängskörd som säsongen före men var trots det tongivande när Skellefteå AIK försvarade sitt SM-guld. Efter säsongen skrev Holloway på ett kontrakt över två år med den Schweiziska klubben SC Bern. Under sin tid i SHL och i Skellefteå AIK stod Holloway för imponerande 153 poäng på 163 matcher i seriespel och 40 poäng på 43 matcher i slutspel.
I Bern stod Holloway för 37 poäng på 42 matcher och vann också den Schweiziska cupen under säsongen. Efter en säsong i NLA skrev Holloway på ett tvåvägskontrakt med Montreal Canadiens organisation i NHL. Under säsongen 2015/2016 spelade Holloway nästan uteslutande i AHL-laget St Johns Icecaps där han också var assisterande lagkapten. Under säsongen vann han lagets interna poängliga med 61 poäng på 70 matcher. Den 28 november 2015 fick Holloway göra sin första, och hittills enda, match i NHL då Montreal Canadiens mötte New Jersey Devils.
Efter säsongen i AHL skrev Holloway den 25 maj 2015 på för KHL-laget CSKA Moskva. Trots en bra start med 9 poäng på 12 matcher fick Holloway den 18 november sparken av klubben. Den 1 december stod det klart att Holloway skrivit på för en återkomst till Skellefteå AIK i SHL. Kontraktet sträcker sig över säsongen 2016/2017.

## Meriter
- SM-silver 2012
- SM-guld 2013
- SM-guld 2014
- Guldhjälmen 2013
- Skyttetrofén 2013

## Statistik

### Klubbkarriär
| 2003–04    | Seattle Thunderbirds | WHL        | 2   | 0  | 0   | 0   | 0  | —  | —  | —  | —  | —  |
| 2004–05    | Seattle Thunderbirds | WHL        | 67  | 4  | 11  | 15  | 27 | 12 | 0  | 1  | 1  | 0  |
| 2005–06    | Seattle Thunderbirds | WHL        | 72  | 21 | 13  | 34  | 18 | 7  | 3  | 2  | 5  | 4  |
| 2006–07    | Seattle Thunderbirds | WHL        | 71  | 27 | 38  | 65  | 50 | 11 | 3  | 3  | 6  | 8  |
| 2007–08    | Seattle Thunderbirds | WHL        | 70  | 43 | 40  | 83  | 55 | 12 | 5  | 5  | 10 | 4  |
| 2008–09    | Manchester Monarchs  | AHL        | 38  | 7  | 5   | 12  | 6  | —  | —  | —  | —  | —  |
| 2008–09    | Ontario Reign        | ECHL       | 23  | 14 | 8   | 22  | 8  | 7  | 5  | 9  | 14 | 8  |
| 2009–10    | Manchester Monarchs  | AHL        | 75  | 19 | 28  | 47  | 26 | 16 | 7  | 7  | 14 | 9  |
| 2010–11    | Manchester Monarchs  | AHL        | 78  | 28 | 33  | 61  | 58 | 7  | 4  | 7  | 11 | 10 |
| 2011–12    | Skellefteå AIK       | Elitserien | 55  | 21 | 28  | 49  | 32 | 19 | 10 | 13 | 23 | 4  |
| 2012–13    | Skellefteå AIK       | Elitserien | 55  | 20 | 51  | 71  | 36 | 13 | 4  | 5  | 9  | 18 |
| 2013–14    | Skellefteå AIK       | SHL        | 53  | 10 | 23  | 33  | 26 | 11 | 3  | 5  | 8  | 6  |
| 2014–15    | SC Bern              | NLA        | 42  | 13 | 24  | 37  | 24 | 11 | 4  | 4  | 8  | 4  |
| AHL totalt | AHL totalt           | AHL totalt | 191 | 54 | 66  | 120 | 90 | 23 | 11 | 14 | 25 | 19 |
| SHL totalt | SHL totalt           | SHL totalt | 163 | 51 | 102 | 153 | 94 | 43 | 17 | 23 | 40 | 28 |

## Klubbar
- Seattle Thunderbirds 2003–2008
- Ontario Reign 2008–09
- Manchester Monarchs 2008–2011
- Skellefteå AIK 2011–2014
- SC Bern 2014-2015
- St Johns Icecaps 2015–2016
- CSKA Moskva 2016
- Skellefteå AIK 2016-2019
- EC Red Bull Salzburg 2019-